# Norfolk (eiland)
Norfolk (Engels: Norfolk Island of Norfolk Island Territory, Norfuk: Norfuk Ailen, Nederlands: Territorium Norfolkeiland) is een eiland in de Stille Oceaan, gelegen tussen Australië, Nieuw-Zeeland en Nieuw-Caledonië. Het is een extern territorium van Australië.

## Geografie
Het eiland is 36 km² groot en het hoogste punt is Mount Bates (319 m). Bij Norfolk liggen nog twee eilanden: Philip Island en het kleinere Nepean Island. Beide eilanden zijn onbewoond.
Het klimaat is zeer aangenaam en is gematigd tot subtropisch. Omdat het eiland op het zuidelijk halfrond ligt, is februari de warmste maand. Juli en augustus zijn de koudste maanden, maar zeer koud zijn deze maanden niet. Nachtvorst komt niet voor op dit eiland en tropische temperaturen van 30 °C of meer zijn ook nog nooit waargenomen. De hoogst gemeten temperatuur op Norfolk bedraagt 28,4 graden Celsius. De laagst gemeten temperatuur ligt rond de 7 graden Celsius.
| Maand                  | jan | feb | mrt | apr | mei | jun | jul | aug | sep | okt | nov | dec | Jaar |
| ---------------------- | --- | --- | --- | --- | --- | --- | --- | --- | --- | --- | --- | --- | ---- |
| Gemiddeld maximum (°C) | 24  | 25  | 24  | 23  | 21  | 19  | 18  | 18  | 19  | 20  | 22  | 23  | 21,3 |
| Gemiddeld minimum (°C) | 19  | 20  | 19  | 18  | 16  | 15  | 13  | 13  | 14  | 15  | 16  | 18  | 16,3 |
| Bron: Klimaatinfo      |     |     |     |     |     |     |     |     |     |     |     |     |      |

## Geschiedenis
Toen Norfolk in 1774 ontdekt werd door kapitein Cook, was er geen menselijke bewoning meer. Er werden wel resten gevonden van de Lapitacultuur. Norfolk was een van de eerste Europese vestigingsplaatsen in het zuidwesten van de Stille Oceaan. Op 6 maart 1788, minder dan twee maanden na de oprichting van de kolonie New South Wales, arriveerden luitenant Philip Gidley King en 22 anderen (inclusief 15 convicts ) in het huidige Kingston. Het leven op Norfolk was moeilijk. De grond was vruchtbaar, maar het terugdringen van het regenwoud was moeilijk en de oogst werd aangevallen door ratten en papegaaien. Ondanks deze moeilijkheden groeide de bevolking tot 1100 bewoners. De nederzetting slaagde er echter niet in zichzelf te onderhouden en het bleek lastig en kostbaar de nederzetting in stand te houden. Vanaf 1806 werden de bewoners geleidelijk aan overgebracht naar Van Diemensland (Tasmanië). In 1814 was de nederzetting geheel verlaten en werden alle gebouwen vernietigd om ongeautoriseerde bewoning van het eiland te ontmoedigen. Norfolk bleef zo 11 jaar lang onbewoond.
In 1825 werd een tweede strafkolonie gevestigd, zonder vrije migranten, waar de zwaarste criminelen (convicts) vanuit New South Wales en Van Diemensland naartoe gezonden werden. De omstandigheden waren zwaar en onmenselijk, waardoor moord, muiterij en ontsnappingspogingen veel voorkwamen. De enige uitzondering was de periode tussen 1840 en 1844 toen de behandeling van gevangenen drastisch verbeterde onder het bewind van kapitein Alexander Maconochie, een verlichte gevangenishervormer. Tijdens de tweede vestigingsperiode bereikte de omvang van het aantal gevangenen een maximum van 2000. De mooie gebouwen in Kingston werden in die periode door gevangenen gebouwd. Aangezien de publieke opinie zich tegen de gevangeniskolonie keerde, werden rond 1855 alle gevangenen overgebracht naar Port Arthur en New Norfolk in Van Diemensland (Tasmanië).
Op 1 november 1856 werd het eiland bestuurlijk ondergebracht bij New South Wales en begonnen vrije kolonisten zich er te vestigen. Het eiland kreeg vergaande autonomie. Tussen 1897 en 1914 werd deze autonomie weer teruggebracht en in 1914 werd het een regio van Australië. Vanaf augustus 1979 gold de Norfolk Act die het eiland opnieuw een grote mate van zelfbestuur gunde. In 2015 werd het zelfbestuur opnieuw opgeheven en werd het eiland weer bij New South Wales ondergebracht.

## Bevolking en bestaansmiddelen
In 2016 leefden er 1748 mensen. De bevolking leeft voornamelijk van het toerisme. Daarnaast is er landbouw en veeteelt, want het eiland staat geen import toe van verse groente, fruit en vlees. Er is ook een wijngaard (Two Chimneys Wines) op het eiland. Norfolk heeft een botanische tuin, Norfolk Island Botanic Garden.

## Ecologie
Het gebied rondom Mount Bates, het hoogste punt, is het Norfolk Island National Park. Het park omvat ongeveer 10% van het oppervlak van het eiland. Hier staan de laatste resten van het bos dat vroeger het hele eiland bedekte. Hieronder is subtropisch regenwoud. Ook de twee kleine eilanden die zuidelijk van Norfolk liggen (Nepean Island en Phillip Island) behoren tot het nationale park. De vegetatie op Philip Island werd vernietigd door de introductie in de 19de eeuw van varkens en konijnen. In de jaren 1980 werden de konijnen met succes bestreden. Na 2000 is verder gewerkt aan ecologisch herstel van het eiland.
Op het eiland Norfolk leefden een aantal endemische diersoorten. Diverse soorten  zoals de norfolkkaka (Nestor productus) en de norfolkpatrijsduif (Gallicolumba norfolciensis) stierven uit toen de kolonisten varkens, katten en ratten introduceerden. De twee vleermuissoorten Mormopterus norfolkensis en Chalinolobus gouldii waren de enige oorspronkelijke zoogdieren. Mogelijk nog niet uitgestorven zijn een aantal soorten die op de Rode Lijst van de IUCN staan: norfolkbrilvogel (Zosterops albogularis) en dunsnavelbrilvogel (Zosterops tenuirostris), de norfolkkarakiri (Cyanoramphus cookii)  en norfolkmangrovezanger (Gerygone modesta). Op Philip Island broedt de in de vorige eeuw bijna uitgestorven Solanders stormvogel (Pterodroma solandri).

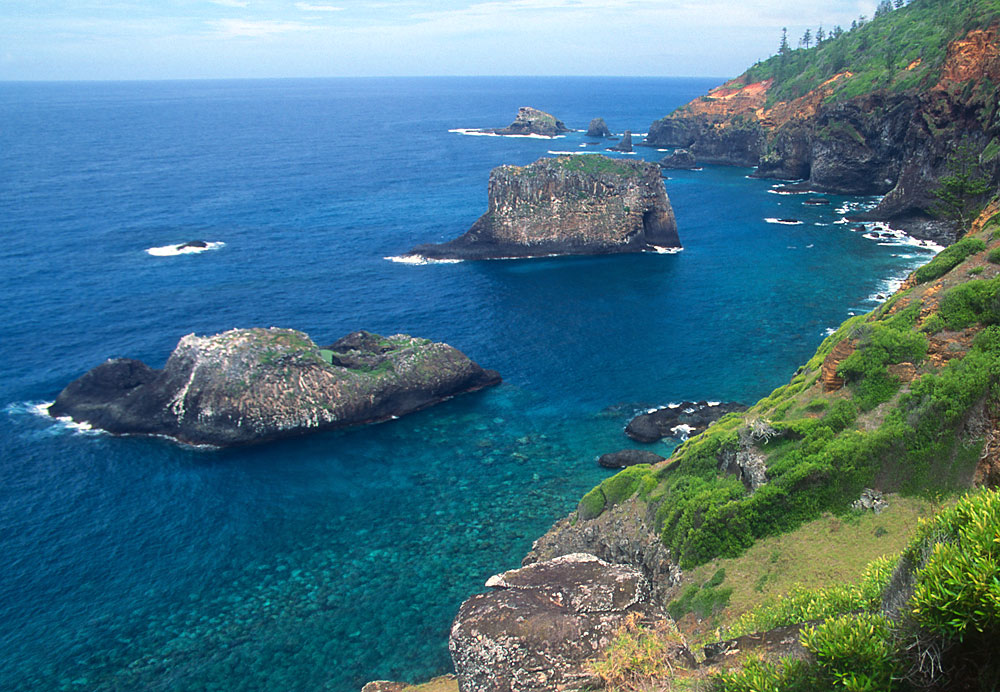
Captain Cook lookout
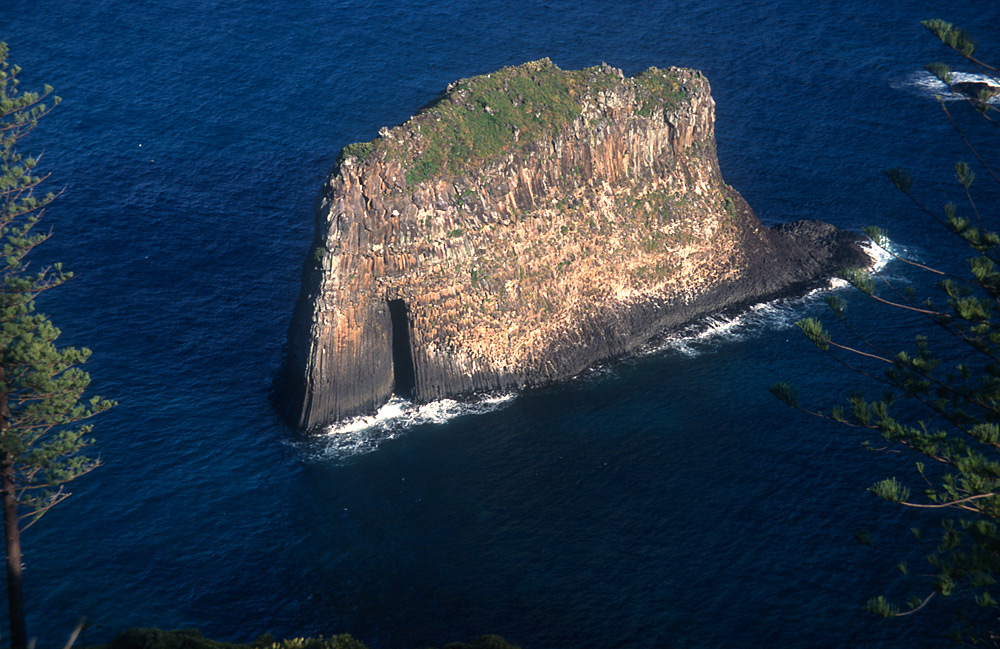
Cathedral Rock
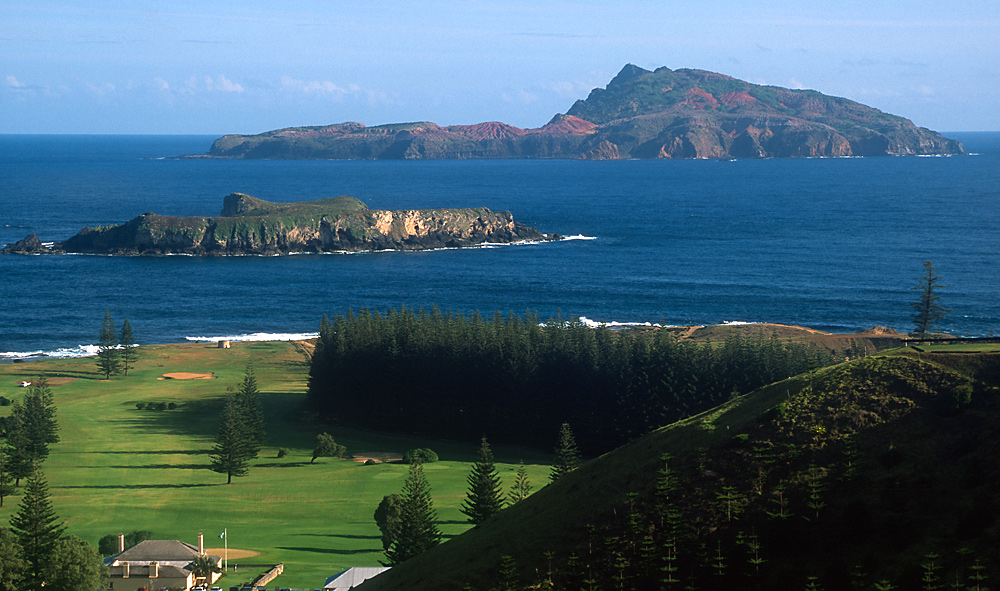
Philip Island gezien vanaf Norfolk, met ertussen het kleine Nepean Island
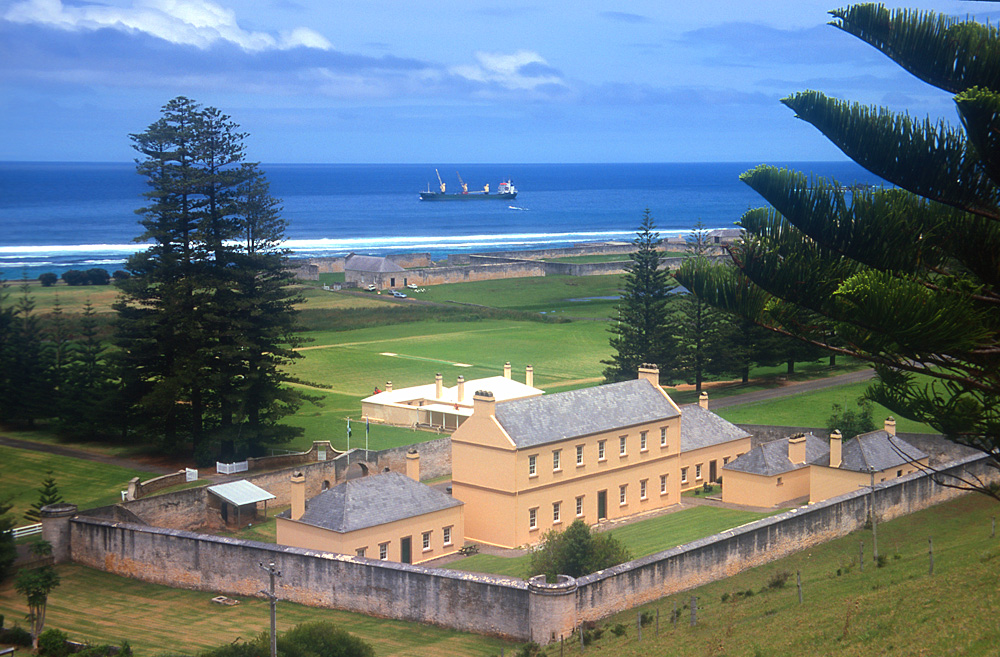
Norfolk Island Jail